# Принцеса де Монпансьє
«Принцеса де Монпансьє» (фр. La Princesse de Montpensier) — широкоформатний історичний фільм Бертрана Таверньє (2010), знятий за однойменною новелою знаменитої пані де Лафайєт (1634-93).

## Зміст
У Франції вирують Релігійні війни. Прекрасна дочка маркіза де Мезьєра, останнього нащадка анжуйських Валуа, обіцяна в дружини герцогу де Майєнну, однак захоплена його старшим братом Генріхом де Гізом. Всупереч її волі батьки, піддавшись на вмовляння близького до королівської сім'ї герцога де Монпансьє, видають Марі за його сина Пилипа.
Відразу після шлюбної ночі молодий чоловік відбуває на війну, залишивши Марі в відокремленому замку під опікою свого вихователя, графа де Шабана. Граф поступово закохується в свою нову ученицю. Розпущений герцог Анжуйський, будучи багато чув про її красу, також мріє завоювати серце Марі і намагається заманити її в киплячий інтригами Лувр, де оточена астрологами королева Катерина Медічі готує Варфоломіївську ніч…
Дівчині належить зробити нелегкий вибір між чотирма закоханими в неї аристократами, які, за задумом пані де Лафайєт, представляють чотири типи любові — ревниву (принц де Монпансьє), батьківську (граф де Шабан), марнолюбну (герцог де Гіз) і нудьгуючу (герцог Анжуйський). Бурління пристрастей в душах головних героїв співзвучно неспокійній обстановці в країні, яка служить фоном розповіді.

## Історичне підґрунтя
Любовні зв'язки дійових осіб повністю вигадані пані де Лафайєт. Прототипу головної героїні звали НЕ Марі, а Рене, а її чоловіка — НЕ Філіп, а Франсуа. Титулу «принц де Монпансьє» ніколи не існувало: хоча в роду Бурбонів-Монпансьє використовувався титул «принц де Ла-Рош-сюр-Іон», його завжди носив глава сімейства. Творці фільму дуже вільно обійшлися з фабулою новели, наситивши історичне полотно пікантними моментами і сценами, які були немислимі в творі XVII століття. Реальний Франсуа де Монпансьє вірою і правдою служив герцогу Анжуйському, після вступу того на престол удостоївшись титулу герцога де Сен-Фаржо. Його рід закінчився на внучці, Марії де Бурбон-Монпансьє, яка одружилася з Гастоном Орлеанським.
У Середні століття поширеними приводами для розлучення служили затвердження дружини про статевому безсиллі чоловіка або чоловіка про те, що в першу шлюбну ніч молода виявилася зовсім не незайманою. Щоб виключити взаємні підозри, в першу шлюбну ніч представники сімейств наречених чергували в їх спальні. Ця дивна публічна церемонія знайшла відображення і у фільмі.

## Літературне підґрунтя
В силу стислості новели пані де Лафайєт сценарій був доповнений численними сценами, які були відсутні в оригіналі. Було написано безліч відсутніх у тексті діалогів. Змістилися і етичні акценти. Якщо пані де Лафайєт моралізує на тему згубності любовних пристрастей, які гнітять усіх п'ятьох персонажів її розповіді, то у фільмі наголос зроблений на темі «виховання почуттів» — самостійності головної героїні, її вірності велінням серця, та життєвій мудрості, яку приносять любовні переживання.

## У ролях
- Мелані Тьєррі — Марі де Мезьєр, в шлюбі принцеса де Монпансьє
- Гаспар Ульєль — Анрі де Гіз на прізвисько «Мічений»
- Ламбер Вілсон — граф де Шабан
- Грегуар Лепренс-Ренге — принц Філіпп де Монпансьє, син герцога де Монпансьє, внучатий племінник Франциска I
- Рафаель Персонас — герцог Анжуйський, брат короля і спадкоємець престолу

## Робота над фільмом
Таверньє приєднався до проекту екранізації новели, коли був вже готовий перший варіант сценарію. Серед складнощів роботи над історичним фільмом він називає зйомку коней найбільш природним способом і з найбільш виграшних ракурсів. Таверньє каже, що орієнтувався на старі вестерни, де більша частина розмов ведеться в сідлі і притому виглядає це цілком натурально. Всім акторам, крім Вільсона і Персонаса, спеціально для фільму довелося вчитися їзді верхи.
Таверньє відмовився від архівно-скрупульозного відтворення костюмів і церемоній зображуваної епохи: «У художньому відношенні ми намагалися будь-якою ціною уникнути ухилу в історичну реконструкцію. З цієї причини я відмовився спиратися на картини художників. Люди на портретах того часу спеціально принаряжені заради такого випадку. Результат далекий від реальності. Обожнюю „Королеву Марго“ Патріса Шеро за те, що дійових осіб цього фільму частіше бачиш у сорочках, а не в пишних вбраннях. Намагатися передрати з картин обряди і церемонії тієї епохи — все одно, що намагатися зобразити роботу селян в полях, відштовхуючись від їх весільних фотографій. Ось чому в нашому фільмі ніхто не носить жабо, настільки характерні для XVI століття».
Бюджет фільму перевищив 13 млн євро. Прем'єра стрічки відбулася на Каннському кінофестивалі 2010 р., де вона була представлена в конкурсній програмі. У Франції фільм вийшов в прокат 3 листопада 2010.

Місця зйомок
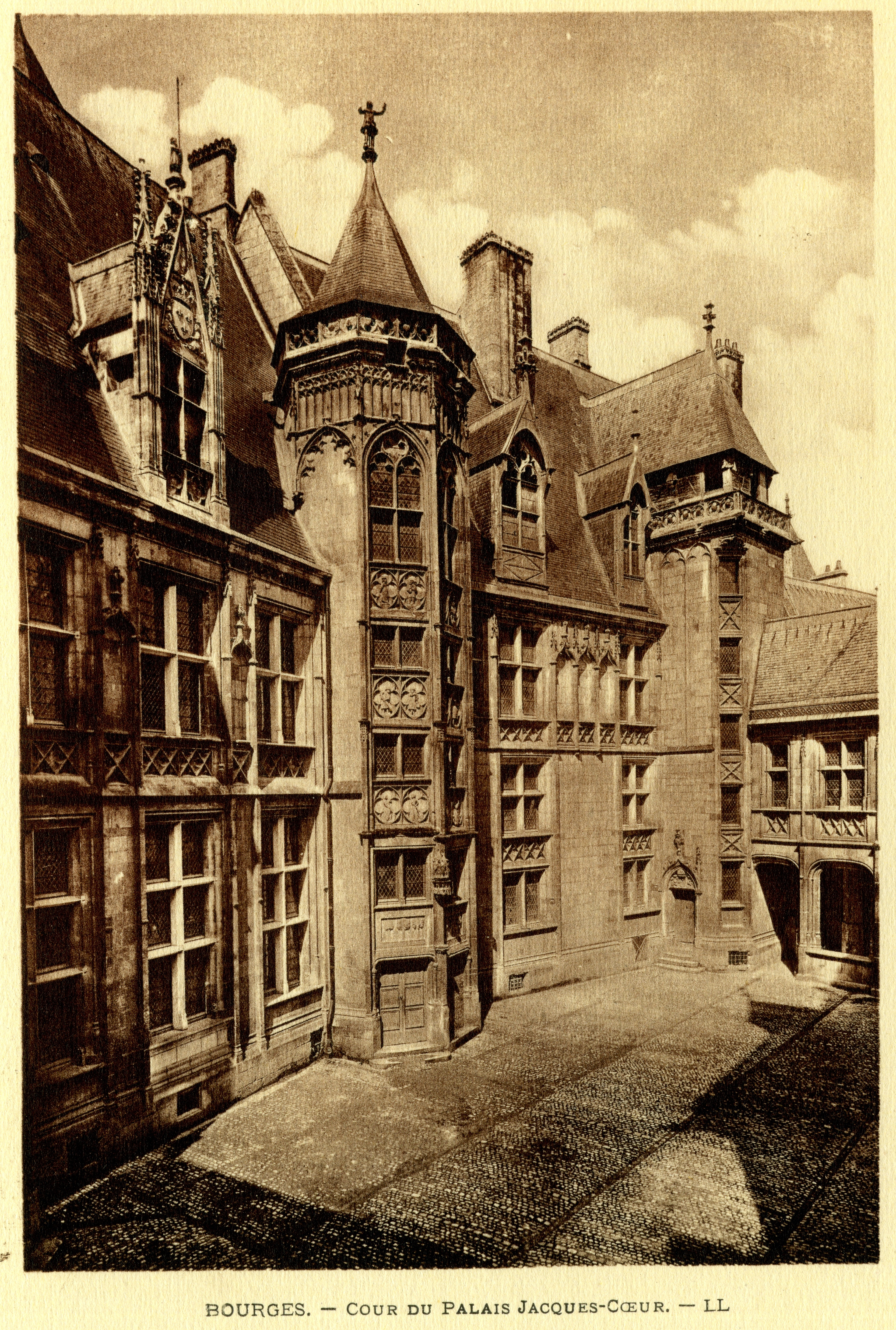
Палац Жака Кера, Бурж
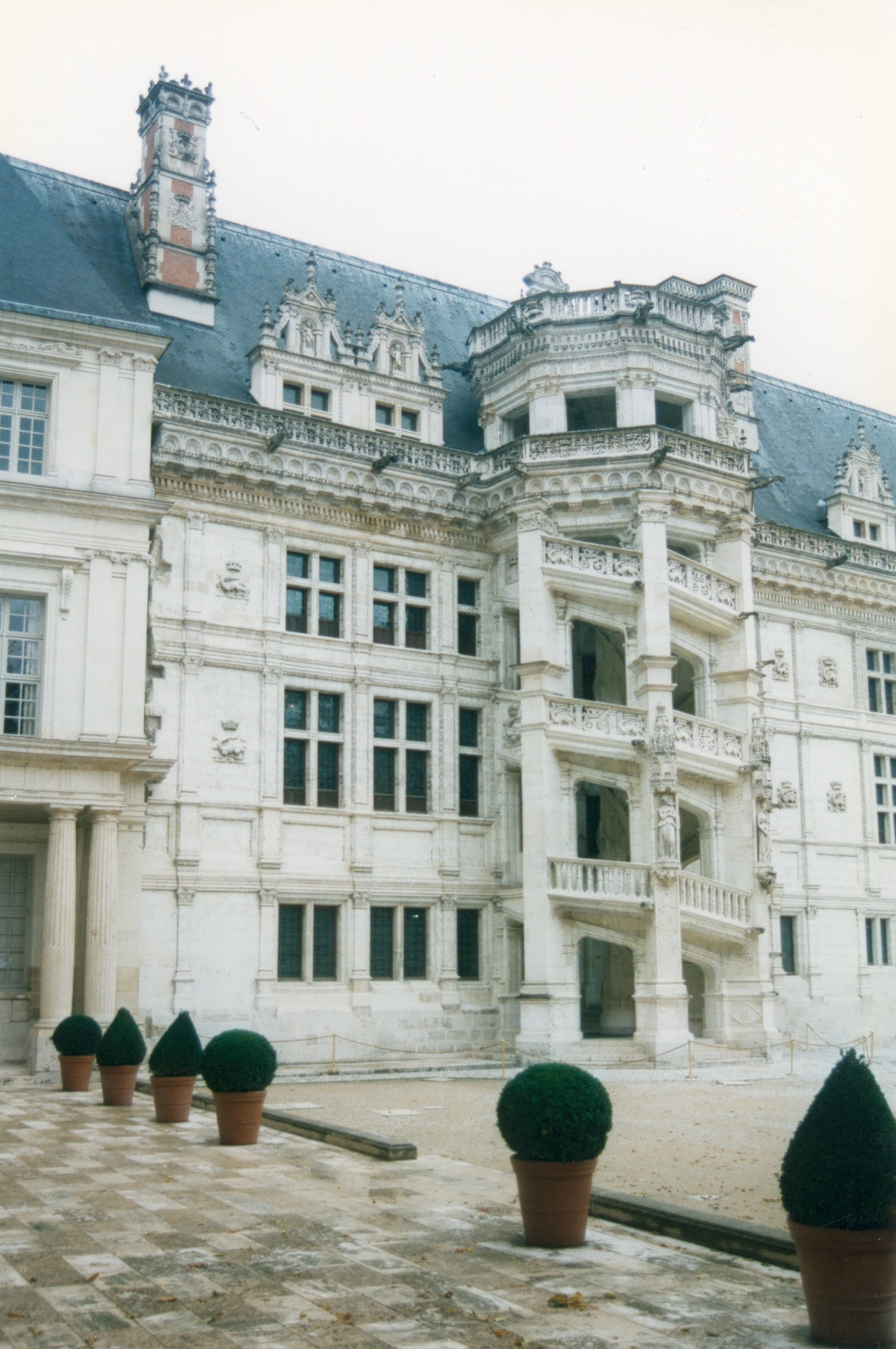
Замок Блуа
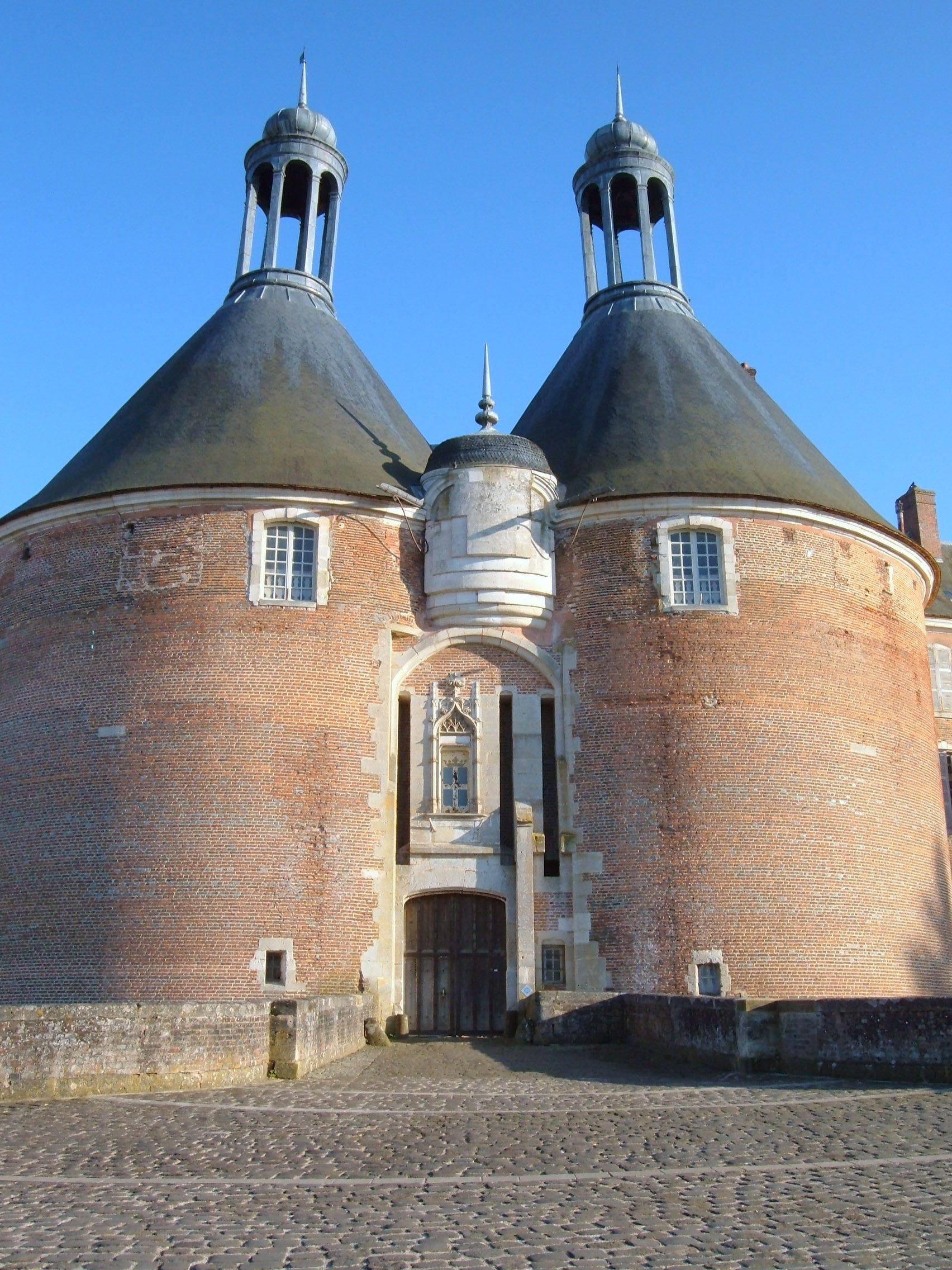
Замок Сен-Фаржо
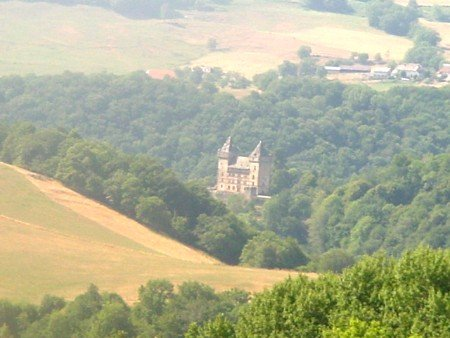
Замок Месільяк
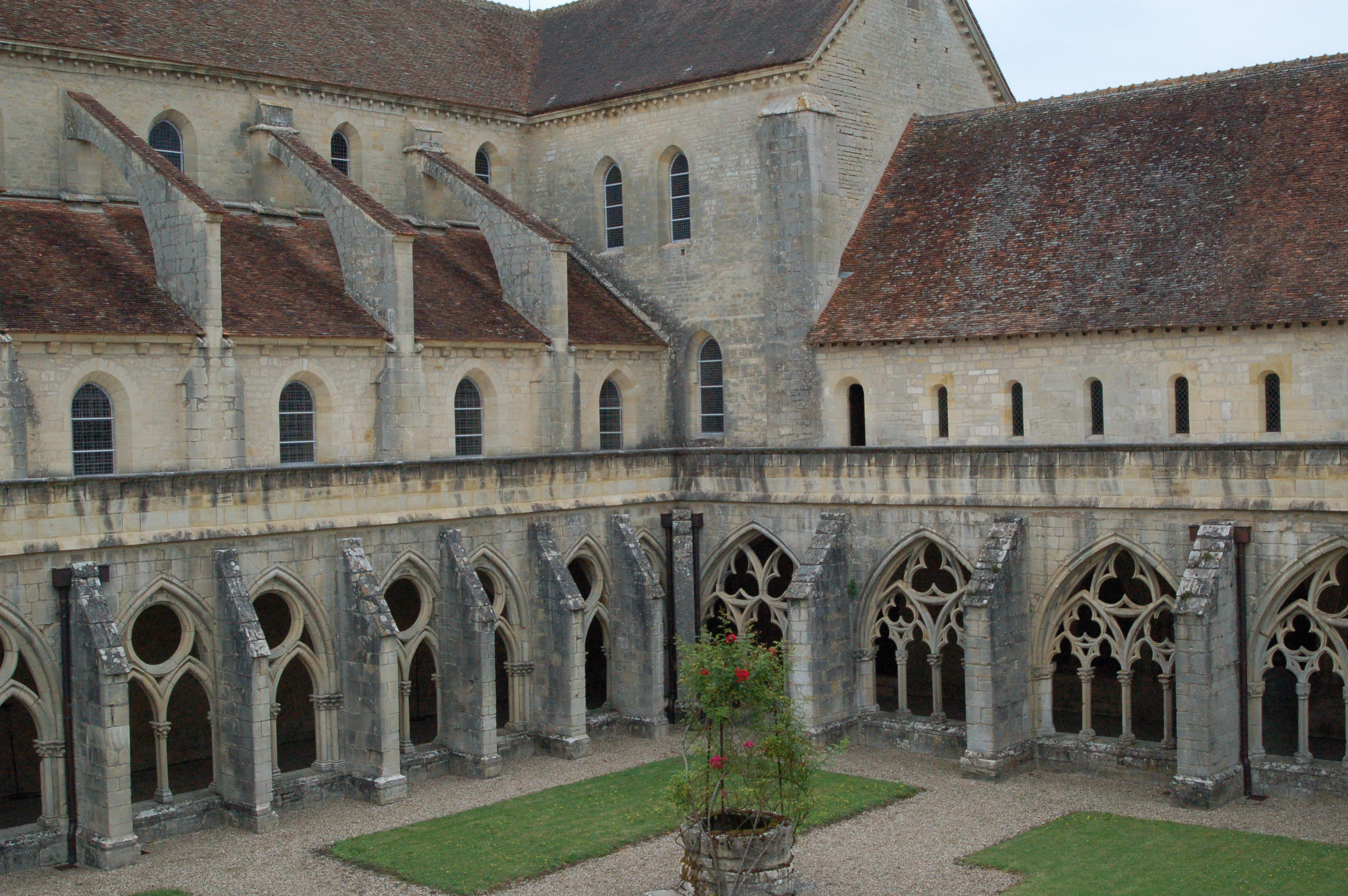
Абатство Нуарлак
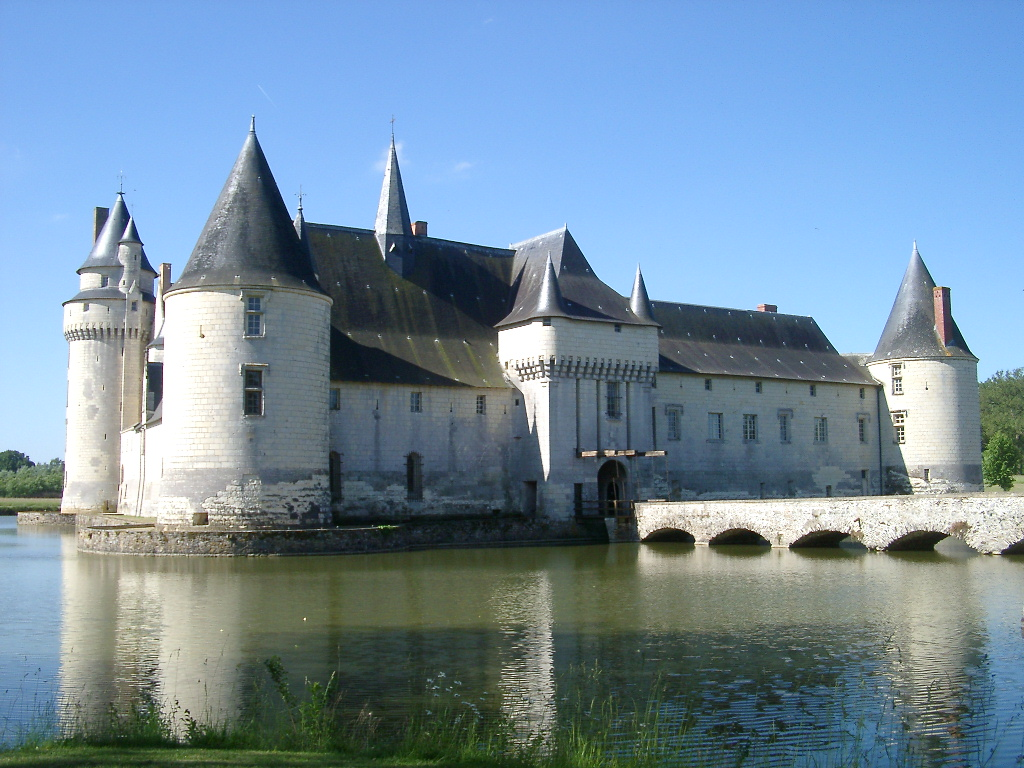
Замок Плессі-Бурре
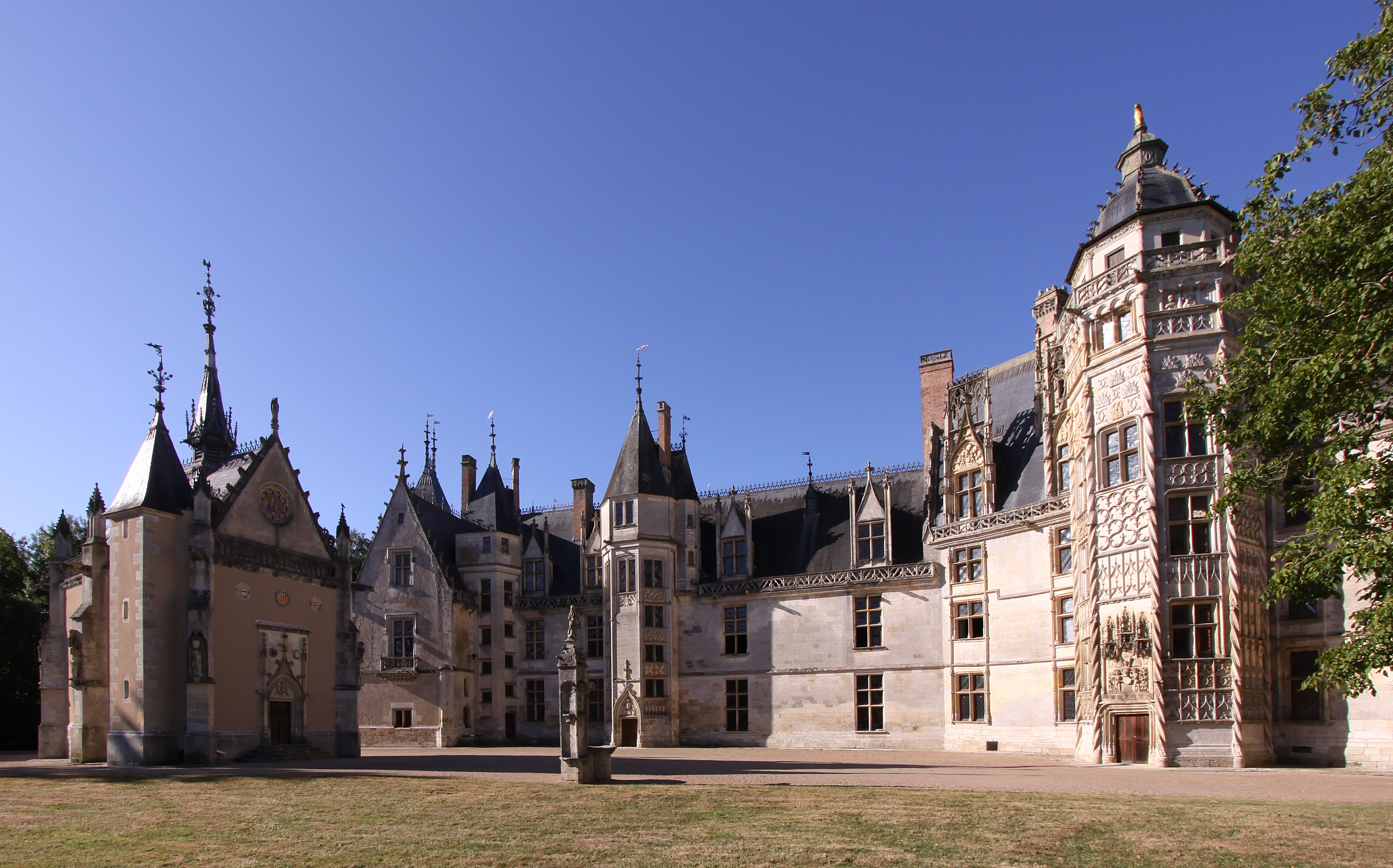
Замок Мейан
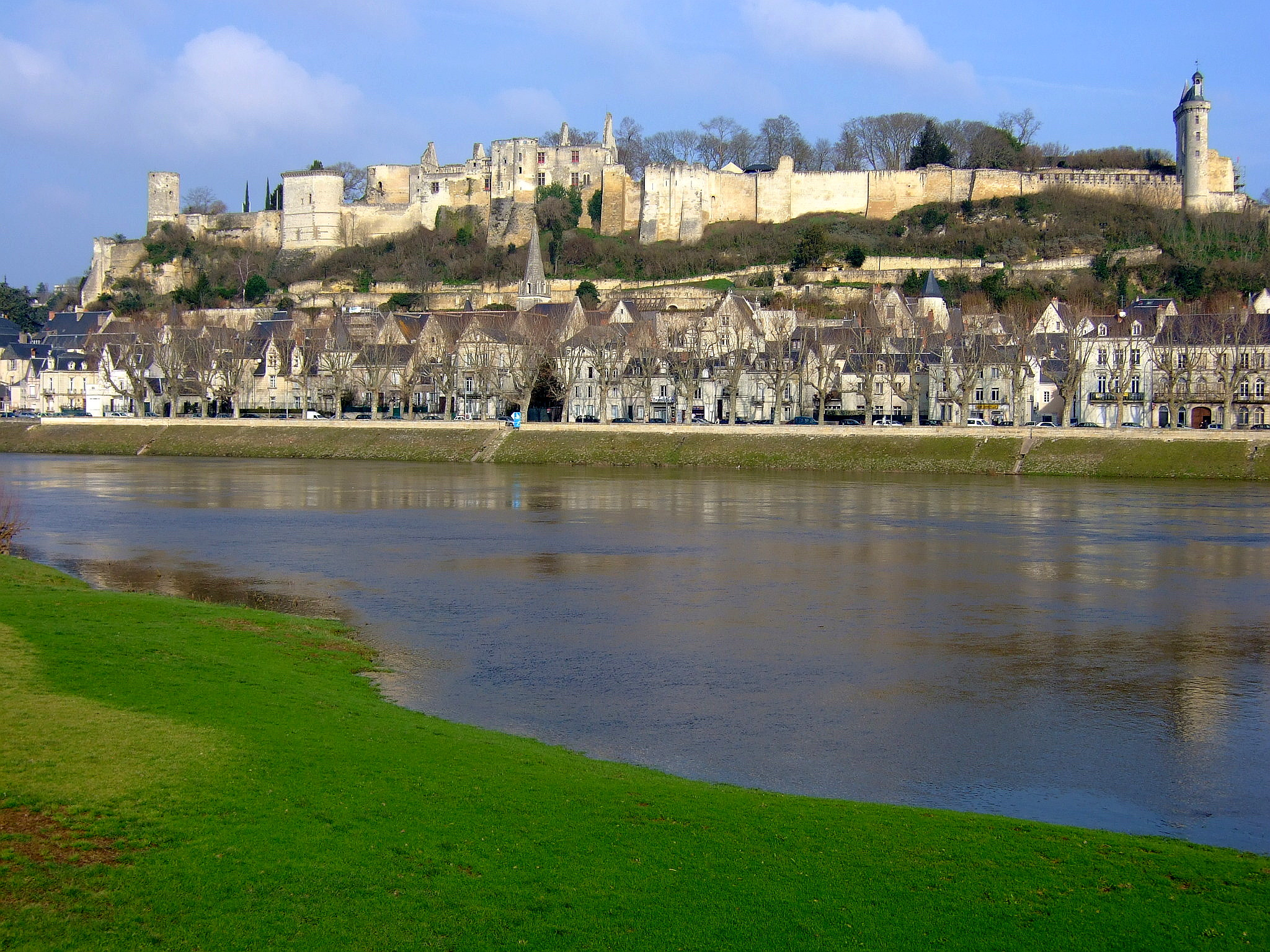
Шинон